# Блонделл, Нанна
Нанна Ориана Блонделл (род. 6 августа 1986) — шведская актриса театр а и кино, телеведущая. Известна по роли в фильме «Чёрная вдова» от Marvel Studios.

## Биография
Блонделл имеет степень Стокгольмской академии драматических искусств.

### Кинокарьера
Блонделл дебютировала в 2005 году на экране в драматическом сериале Sveriges Television «Livet enligt Rosa». Проработав некоторое время в качестве виджея на MTV Швеции, в следующем году она получила роль в эпизоде полицейской драмы «Beck» и повторяющуюся роль в мыльной опере «Andra avenyn».
Она выросла в качестве актрисы, когда присоединилась к актёрскому составу популярной научно-фантастической драмы «Настоящие люди», сериала, который транслировался по всему миру, включая Великобританию и Францию. Она дебютировала в англоязычном французском телесериале «Ø», снятом в Дании.
В 2018 году она получила одну из ролей во французском художественном фильме Soeurs d’armes (Сестры по оружию), вдохновлённом настоящим военным подразделением с курдскими женщинами, езидами и бойцами сопротивления, сражающимися с ИГИЛ. Она была единственной актрисой, которая не говорила на французском языке. Она играла роль афроамериканского снайпера.
Также её можно увидеть в "Immortal " в роли Ша Диши — лидера нации бессмертных. Это тоже была англоязычная французская картина, которую можно было увидеть через французское стриминговое приложение Blackpills.
Блонделл сыграла главную роль в жесткой криминальной драме "Hassel " вместе со шведским актёром, снявшимся в «007: Координаты «Скайфолл»» Ола Рапас и норвежским актёром Кристофером Хивью, сыгравшем одну из ключевых ролей в «Игре престолов».
В 2019 году она объявила в социальных сетях, что у неё была секретная роль в «Чёрной вдове» американской студии Marvel.
Её последним на сегодняшний день проектом стал фильм «Red Dot», первый полнометражный фильм Netflix, снятый в Швеции, с Анастасиосом Сулисом в главной роли.

### Театральная карьера
С 2013 года Нанна Блонделл числится сотрудником в Королевском драматическом театре Швеции, но находится в неоплачиваемом отпуске, так как много времени проводит на съёмках в кино- и телепроектах.

## Личная жизнь
Блонделл родом из Ганы, она ведет подкаст «Fenomenala kvinnor» (Феноменальные женщины), где она берёт интервью у успешных шведских темнокожих женщин. В детстве она хотела стать актрисой, но поскольку в то время в Швеции почти не было темнокожих актрис, она не думала, что это возможно.
В 2016 году она дебютировала в качестве режиссёра в короткометражном фильме «Noni & Elizabeth». Этот фильм был официально отобран на кинофестивале в Лос-Анджелесе, шорт-фестивале в Палм-Спрингсе и кинофестивале в Гиффони.
Её агент — финско-шведский менеджер Лаура Мюнстерхельм, тот же агент, что и у шведской актрисы Ребекка Фергюсон и у обладательницы премии Оскар Алисия Викандер.